# Josep Maria Fusté
Josep María Fusté Blanch, né le 15 avril 1941 à Linyola, Province de Lérida et mort à Barcelone le 20 avril 2023, est un footballeur espagnol qui évoluait au poste de milieu de terrain avec le FC Barcelone.

## Biographie
Il joue la Coupe du monde 1966 ; il ne marque qu'un but, contre l'Allemagne de l'Ouest. De 1964 à 1969, Fusté joue huit matchs internationaux et marque trois buts.
Le 8 mai 1999, il reçoit un hommage de la part du FC Barcelone et de l'UE Lleida avec d'autres joueurs nés dans la province de Lérida comme Josep Vila, Enrique Gensana, Enrique Ribelles, José Aubach et Antoni Torres.
Dans les années 2010, avec Carles Rexach il est conseiller sportif de Sandro Rosell, président du FC Barcelone.
Le Real Madrid annonce la mort de Josep Maria Fusté le 20 avril 2023.

## Clubs
- 1961-1962 : Osasuna Pampelune
- 1962-1972 : FC Barcelone
- 1972-1974 : Hercules Alicante

## Palmarès
- 8 sélections et 3 buts en équipe d'Espagne entre 1964 et 1969
- Vainqueur du Championnat d'Europe des nations 1964 avec l'Espagne
- Vainqueur de la Coupe des villes de foires en 1966 avec le FC Barcelone
- Finaliste de la Coupe d'Europe des vainqueurs de coupe en 1969 avec le FC Barcelone
- Vice-Champion d'Espagne en 1964, 1967, 1968 et 1971 avec le FC Barcelone
- Vainqueur de la Coupe d'Espagne en 1963, 1968 et 1971 avec le FC Barcelone